# Efialtes d'Atenes
Efialtes (en llatí Ephialtes, en grec antic Ἐφιάλτης) fou un orador atenenc, un dels que Alexandre el Gran en va exigir l'entrega l'any 335 aC després de la destrucció de Tebes.
Demades, amb els seus bons oficis, va aconseguir que no fossin fets presoners la majoria d'oradors, i Alexandre es va conformar amb exigir només Caridem, segons Flavi Arrià, Plutarc i Foci.